# Alexandre Louis Simon Lejeune
Alexandre Louis Simon Lejeune (Verviers, 23 dicembre 1779 – Verviers, 28 dicembre 1858) è stato un botanico belga.

## Biografia
Nel 1801 entrò alla scuola di medicina a Parigi, ma fu successivamente costretto ad abbandonare gli studi a causa della coscrizione militare. Dopo aver terminato i suoi doveri militari alla fine del 1804, si trasferì a Ensival come medico. Tre anni più tardi, si stabilì definitivamente nella sua città, Verviers.
Con Richard Courtois (1806–1835), fu coautore di Compendium florae belgicae. Nel 1820, Marie-Anne Libert chiamò il genere Lejeunea (famiglia Lejeuneaceae) in suo onore.

## Opere
- Flore des environs de Spa, 1811.
- Revue de la flore des environs de Spa, 1824.
- De Libertia, novo graminum genere, Commentatio 1825.
- Compendium florae belgicae (con Richard Courtois); Leodii, Apud P. J. Collardin, 1828–1836.[5][6]